# لیویا میل‌هگن
لیویا میل‌هگن (انگلیسی: Livia Millhagen؛ زادهٔ ۲۳ مهٔ ۱۹۷۳) بازیگر تئاتر، و بازیگر سینما اهل سوئد است.
از فیلم‌ها یا برنامه‌های تلویزیونی که وی در آن نقش داشته‌است می‌توان به لحظه‌های به یادماندنی اشاره کرد.